# ۵۳۴ (پیش از میلاد)
۵۳۴ (پیش از میلاد) ۵۳۴مین سال قبل از تقویم میلادی است.